# Timothy McVeigh
Timothy McVeigh (ur. 23 kwietnia 1968 w Lockport, zm. 11 czerwca 2001 w Terre Haute) – amerykański skrajnie prawicowy terrorysta, wcześniej żołnierz armii USA, uczestnik wojny w zatoce Perskiej. Główny sprawca zamachu przeprowadzonego 19 kwietnia 1995 r. na siedzibę władz federalnych w Oklahoma City, w którym śmierć poniosło 168 osób, a 680 zostało rannych.

## Życiorys
Wychowywał się w hrabstwie Niagara, wraz z dwiema siostrami. Ojciec pracował w fabryce samochodów, a matka w biurze podróży. Naukę w szkole średniej ukończył w 1986 roku. Po jej ukończeniu pracował w restauracji Burger King i przez pewien czas studiował ekonomię. Następnie, pracując jako ochroniarz, kupił 4 hektary ziemi z przeznaczeniem na strzelnicę. Związany z prawicowymi ekstremistami. Twierdził, że jednostka ma prawo do posiadania broni palnej, a władze USA uznawał za skorumpowane i złe. Jako żołnierz armii USA służył w oddziale artylerii. W oddziale tym awansował na dowódcę plutonu. W 1991 roku został wysłany na Bliski Wschód, gdzie uczestniczył w wojnie w Zatoce Perskiej. Według Charlotte Grieg w czasie wojny nauczył się bezlitosnego zabijania. W czasie wojny wzrosła jeszcze bardziej jego nienawiść do rządu USA. Twierdził, że otrzymał rozkaz likwidacji jeńców irackich i że był świadkiem masakry żołnierzy przeciwnika.
Po zakończeniu wojny i powrocie do USA zamierzał pracować w służbach specjalnych. Nie osiągnął jednak zamierzonego celu, więc podjął pracę jako ochroniarz. Jego radykalizację oraz zainteresowanie się produkcją bomb spowodował incydent w Waco, w czasie którego zginął David Koresh i 86 osób (gł. członków Gałęzi Dawidowej), w tym 22 dzieci. Agentom federalnym uczestniczącym w oblężeniu i szturmie na siedzibę sekty w Waco poprzysiągł zemstę, na miejsce ataku bombowego wybrał ich siedzibę w Oklahoma City . Dokonał go 19 kwietnia 1995 roku przy użyciu ciężarówki wypełnionej materiałem wybuchowym. Ciężarówka wybuchła, niszcząc budynek federalny i mniejsze dookoła. Eksplozja zabiła wielu pracowników federalnych i przypadkowych osób, łącznie 168. 680 zostało rannych. Tłumaczył, że jego czyn był zemstą za najazd agentów federalnych na siedzibę grupy religijnej i śmierć wielu wiernych, wśród których był podający się za proroka David Koresh. Dokonując zamachu, McVeigh inspirował się powieścią Dzienniki Turnera, a w przygotowaniu zamachu pomagał mu Terry Nichols, kolega z wojska.
McVeigh, który sam przywiózł ciężarówką bombę wypełnioną ANFO, ważącą około 2300 kg, pod budynek federalny w Oklahoma City, 13 czerwca 1997 r. został skazany na karę śmierci, a jego wspólnik Terry Nichols na karę dożywocia. Wyrok śmierci wykonano 11 czerwca 2001 w więzieniu federalnym w Terre Haute poprzez podanie zastrzyku z trucizną. Skazany zamówił na ostatni posiłek lody czekoladowo-miętowe, podczas egzekucji towarzyszył mu katolicki kapłan.
W 2001 roku Lou Michel i Dan Herbeck napisali powieść American Terrorist: Timothy McVeigh & The Oklahoma City Bombing. Opowiada o życiu Timothy’ego McVeigha, jego doświadczeniach wojskowych podczas I wojny w Zatoce Perskiej, jego przygotowaniach i przeprowadzeniu zamachu bombowego.